# Ankerstjerne
Lars Ankerstjerne Christensen (Hundige, 15 augustus 1984), beter bekend als Ankerstjerne, is een Deense rapper en songwriter. Tussen 2007 en 2010 gebruikte hij de artiestennaam Jinks.
Christensen debuteerde in 2007 als Jinks met zijn single One Night die hij schreef voor de kinderfilm Rich Kids. Tot 2011 bracht hij singles uit voor het platenlabel Nexus van Nik & Jay. In mei 2011 debuteerde Ankerstjerne onder zijn nieuwe artiestennaam met de single Tag hvad du vil die hij samen met Burhan G uitbracht. De single werd meer dan 30.000 keer gedownload en daarmee platina Hij stapte over naar platenlabel ArtPeople waar hij zijn eerste album Ankerstjerne uitbracht. Sindsdien gebruikt hij Ankerstjerne als artiestennaam.
In 2013 was Ankerstjerne de meeste gedraaide artiest in Denemarken

## Discografie

### Ankerstjerne

#### Album
| Titel        | Album                                                                       | Hoogste notering | Certificering |
| Titel        | Album                                                                       | Denemarken       | Certificering |
| ------------ | --------------------------------------------------------------------------- | ---------------- | ------------- |
| Ankerstjerne | - Release: 10 oktober 2011 - Platenlabel: ArtPeople - Format: cd, download  | 6                | - Goud        |
| For os       | - Release: 10 november 2014 - Platenlabel: ArtPeople - Format: cd, download |                  |               |

#### Singles
| Jaar                                                          | Titel                                     | Hoogste notering | Hoogste notering | Certificering                              | Album        |
| Jaar                                                          | Titel                                     | Download         | Streaming        | Certificering                              | Album        |
| ------------------------------------------------------------- | ----------------------------------------- | ---------------- | ---------------- | ------------------------------------------ | ------------ |
| 2011                                                          | "Tag hvad du vil" (featuring Burhan G)    | 2                | 2                | - Platina (download) - Platina (streaming) | Ankerstjerne |
| 2011                                                          | "Nattog" (featuring Peter Bjørnskov)      | 8                | —                | - Goud (download)                          | Ankerstjerne |
| 2011                                                          | "Se dig i mørket"                         | —                | —                |                                            | Ankerstjerne |
| 2012                                                          | "Den første nat" (featuring Xander)       | 10               | —                | - Platina (streaming)                      | Ankerstjerne |
| 2012                                                          | "1000 år" (featuring Rasmus Seebach)      | 7                | —                | - Goud (download) - Platina (streaming)    | Ankerstjerne |
| 2013                                                          | "Laver penge"                             | 25               | —                |                                            |              |
| 2014                                                          | "Lille hjerte" (featuring Shaka Loveless) | 3                | —                | - Goud (streaming)                         | For os       |
| "—" geeft aan dat deze single geen hitnotering heeft behaald. |                                           |                  |                  |                                            |              |

##### Als gastartiest
| Jaar                                                          | Titel                                                       | Hoogste notering | Hoogste notering | Certificering                                 | Album              |
| Jaar                                                          | Titel                                                       | Download         | Streaming        | Certificering                                 | Album              |
| ------------------------------------------------------------- | ----------------------------------------------------------- | ---------------- | ---------------- | --------------------------------------------- | ------------------ |
| 2012                                                          | "Millionær" (Rasmus Seebach featuring Ankerstjerne)         | 2                | 1                | - Platina (download) - 3× Platina (streaming) | Mer' end kærlighed |
| 2012                                                          | "Det blir en go dag" (Hej Matematik featuring Ankerstjerne) | 39               | —                |                                               | Hej Lights 2012    |
| "—" geeft aan dat deze single geen hitnotering heeft behaald. |                                                             |                  |                  |                                               |                    |

### Jinks

#### Singles
- 2005: "Melting Into You" (Jonas Rendbo featuring LDM & Jinks) van het album Sweet Dreams Guranteed
- 2007: "If I Want To" (Joey Moe featuring Jinks) van het album Rich Kids Soundtrack
- 2007: "One Night" (Jinks featuring Billy Beautiful) van het album Rich Kids Soundtrack
- 2009: "Yo-Yo Pt. 2" (Joey Moe, Jinks, Nik & Jay) van het album Nexus Music xtra vol.1
- 2009: "[Dai] to the Beat" van het album Nexus Music xtra vol.1
- 2009: "In the [Hæd]" van het album Nexus Music Xtra vol.1
- 2010: "Gi' det til dig" (Aligator featuring Jinks)
- 2010: "Pssst! (Det på mode at være grim)"
- 2010: "Lighters Up" (ChriZ featuring Joey Moe og Jinks)